# Sichuan Longquanyi
Das Chengdu Longquanyi Fußballstadion (chinesisch 成都龙泉驿足球场) ist ein Fußballstadion in Chengdu, Sichuan, China und wird zurzeit meistens für Fußballspiele der lokal ansässigen Vereine Sichuan Jiuniu FC und Chengdu Better City F.C. genutzt. Der Bau des Stadions begann 2003 und wurde am 26. Juni 2004 abgeschlossen, rechtzeitig zur Fußball-Asienmeisterschaft 2004. Zu diesem Zeitpunkt betrug die Kapazität 30.000 Plätze.